# Encontres a la tercera fase
Encontres a la tercera fase (Close Encounters of the Third Kind a l'original en anglès) és una pel·lícula de ciència-ficció nord-americana, dirigida per Steven Spielberg, estrenada el 1977 i doblada al català.

## Argument
Claude Lacombe, especialista francès que treballa en ovnis, és convocat a Mèxic per investigar el descobriment d'avions de guerra, TBM AVENGER, desapareguts en una missió el 1945, i trobats en perfecte estat al desert de Sonora. Altres fets estranys es produeixen a la superfície del planeta, i el Dr. Lacombe s'esforça a lligar tots aquests esdeveniments que testificarien existència d'una vida extraterrestre que intenta entrar en contacte amb els éssers humans. Al mateix temps, en un petit poble d'Indiana, Roy Neary, un reparador de cable veu un OVNI; mentre que a alguns quilòmetres d'allà, un nen és aixecat per un plat volador davant dels ulls de la mare, Jillian. Mentre que les autoritats intenten amagar l'assumpte, Jillian i Roy tenen intuïcions, cada vegada més fortes i precises, a propòsit de l'existència d'un lloc enigmàtic on se suposa que tindria lloc la trobada…

## Repartiment
- Richard Dreyfuss: Roy Neary
- François Truffaut: Claude Lacombe
- Teri Garr: Ronnie Neary
- Melinda Dillon: Jillian Guiler
- Bob Balaban: David Laughlin
- Cary Guffey: Barry Guiler
- Shawn Bishop: Brad Neary
- Adrienne Campbell: Sylvia Neary
- Justin Dreyfuss: Toby Neary
- Lance Henriksen: Robert

## Origen del títol i precisions
El títol Encontres a la tercera fase procedeix del Sistema de classificació de Josef Allen Hynek utilitzat en ufologia per classificar les trobades pròximes. L'estadi RR3 (Trobada Pròxima de 3a fase) correspon al fet de veure un OVNI i els seus ocupants o únicament els ocupants de l'OVNI.
La pel·lícula mostra les trobades pròximes fins a arribar al tipus 5 (RR5), perquè finalment hi ha comunicació amb els ocupants d'un immens OVNI. No obstant això, el tipus RR5 és posterior a la classificació inicial que va elaborar Hynek.

## Llocs de rodatge
El rodatge va començar als estudis de Burbank. Una part de l'acció té lloc a la muntanya Devils Tower National Monument, a Wyoming. Un immens hangar amb dirigibles de la segona guerra mundial a Mobile, Alabama, ha servit igualment de plató.

## Al voltant de la pel·lícula
- El títol de treball de la pel·lícula era Watch the Skies, les últimes paraules de la pel·lícula L'enigma d'un altre món (1951). Se sent igualment aquesta frase durant la pel·lícula, en el dibuix animat que desperta Roy.
- A l'escena on Cary Guffey, el jove actor que encarna Barry, havia de mostrar sorpresa davant dels extraterrestres, el realitzador Steven Spielberg va demanar a dos membres de l'equip de rodatge d'amagar-se en caixes darrere la càmera, un disfressat de pallasso i l'altre de goril·la. Durant el rodatge de l'escena, el primer va aparèixer per sorpresa davant Cary, poc sorprès, després el segon. Spielberg va demanar llavors al goril·la que es tragués la seva màscara, fent així somriure Cary.
- Aquesta pel·lícula té el rècord del nombre més gran de directors de la fotografia: onze, incloent-hi l'edició especial.
- Paul Schrader va escriure el guió original, però quan Spielberg va veure que una bona part del guió no li agradava gens, Schrader va considerar el guió com a «cosa» de Spielberg, i de cop, rebutja sortir als crèdits. Pel que fa a Spielberg, va reescriure totalment la pel·lícula tal com desitjava veure-la.
- Per al paper de Roy Neary, Steven Spielberg ho va proposar a Steve McQueen, Dustin Hoffman, Jack Nicholson, Gene Hackman i Lino Ventura, que ho van refusar.
- La música de John Williams era ja composta abans del muntatge de la pel·lícula. Spielberg hauria muntat la pel·lícula en funció de la música, contràriament al que es fa habitualment. Spielberg i Williams van considerar que donava a la pel·lícula una sensació lírica pròpia del seu univers.
- A la pel·lícula, els humans comuniquen amb els extraterrestres per la música i una tecnologia adaptada. Els oficis dels pares de Steven Spielberg van ser respectivament música i informàtic. Un acostament que Spielberg no havia fet fins que el periodista James Lipton li va fer fixar-se en una entrevista per l'Actors Studio el 1994.
- Steven Spielberg estava impacient per ensenyar a l'altre gegant de la pel·lícula, l'actor-director francès François Truffaut el conjunt de l'immens estudi assignat per la pel·lícula, a Mobile, a Alabama, amb l'esperança d'impressionar-lo. Ara bé, aquest no semblava impressionat; més tard, l'equip es va adonar que Truffaut només havia rodat les seves pel·lícules a petits estudis, gairebé íntims, i simplement no podia copçar la immensitat de l'hangar. Però quan va entrar a la sala on Jillian observa les informacions, Truffaut, al mig de la sala, va aixecar els braços a l'aire i va exclamar:Now, this is a studio! («Això és un estudi») i és el que hauria convençut Truffaut de rodar amb el seu admirador.
- Steven Spielberg considerava i considera François Truffaut com el seu model i volia fer que rodés en una de les seves pel·lícules. Tanmateix, Truffaut parlava molt mal anglès, i Spielberg va acceptar doncs que Truffaut no parlés més que francès en la versió original.
- El codi musical ha estat mesclat per Daft Punk per a la gira Alive 2007. La melodia és interpretada abans del començament de Robot Rock però no figura a l'àlbum.
- El logotip de la companyia ROCKWELL INTERNACIONAL que surt a l'esquena dels vestits de certs membres de l'equip científic en el moment de la trobada final té la mateixa estructura gràfica al cartell original de la pel·lícula.
- El grup britànic Muse utilitza la famosa melodia d'aquesta pel·lícula abans d'arrencar alguns live o abans de començar el tros Knights of Cydonia per exemple.

## El codi musical
Es fa servir un codi musical per comunicar amb la nau extraterrestre. És un gran sintetitzador modular ARP 2500 que s'utilitza per al rodatge de l'escena però la música prové de l'orquestra de John Williams. Spielberg havia demanat al músic un tema musical molt simple que va ser un autèntic repte, ja que calia limitar-se a 5 notes. Williams i el seu cercle havien proposat una multitud de melodies de 5 notes entre les quals va ser escollida la que serà utilitzada.
La partició del codi musical és: Sol (4) La (4) Fa (4) Fa (3) Do (4). Les xifres entre parèntesis indiquen el número de l'octava.
El codi musical de la pel·lícula ha estat parodiat a nombroses pel·lícules i sèries de televisió. Citem per exemple:
- 1979:  Moonraker: el codi de l'entrada del laboratori venecià compost per James Bond.
- 1982:  Deux heures moins le quart avant Jésus-Christ : el codi del pas secret que permet la fugida de Juli Cèsar.
- En l'episodi sis de la dotzena temporada de South Park  anomenada No hi ha més Internet el codi és interpretat per intentar comunicar amb «Internet» que s'ha decidit no funcionar més.
- Aquest codi musical és igualment interpretat al començament de cada concert del grup Daft Punk. És igualment reprès per Matthew Bellamy just davant  Knights of Cydonia  del seu àlbum The Haarp tour, Live from Wembley .

## Premis i nominacions

### Premis
- Oscar a la millor fotografia: Vilmos Zsigmond[4]
- Oscar a una contribució especial: Frank Warner pel muntatge dels efectes sonors.[4]

- Premis Saturn:
  - Millor director: Steven Spielberg atorgat el 1977 a Georges Lucas per Star Wars episodi IV: Una nova esperança;
  - Millor guionista: Steven Spielberg;
  - Millor música: John Williams (doblement premiat el 1977 per la seva música per Star Wars episodi IV: Una nova esperança).

- Julia Phillips i Michael Phillips: Premi David di Donatello a la millor pel·lícula estrangera.

- Joe Alves: BAFTA al millor disseny de producció.

- John Williams: el premi Grammy al millor album de música de film.

### Nominacions
- Oscar al millor director per Steven Spielberg;[4]
- Oscar a la millor actriu secundària per Melinda Dillon;[4]
- Oscar a la millor direcció artística per Joe Alves, Daniel A. Lomino i Phil Abramson;[4]
- Oscar al millor muntatge per Michael Kahn;[4]
- Oscar als millors efectes visuals per Roy Arbogast, Douglas Trumbull, Matthew Yuricich, Gregory Jein i Richard Yuricich;[4]
- Oscar al millor so per Robert Knudson, Robert Glass, Don MacDougall i Gene S. Cantamessa;[4]
- Oscar a la millor música original per John Williams.[4]

- Globus d'Or a la millor pel·lícula dramàtica
- Globus d'Or al millor director per Steven Spielberg;
- Globus d'Or al millor guió per Steven Spielberg;
- Globus d'Or a la millor banda sonora original per John Williams.

- BAFTA:
  - Millor pel·lícula;
  - Millor direcció: Steven Spielberg;
  - Millor guió: Steven Spielberg;
  - Millor actor secundari: François Truffaut;